# ترنس کنگولو
ترنس کنگولو (هلندی: Terence Kongolo؛ زادهٔ ۱۴ فوریهٔ ۱۹۹۴) بازیکن فوتبال اهل هلند است.
وی همچنین در تیم ملی فوتبال هلند بازی کرده‌است.